# Água-forte

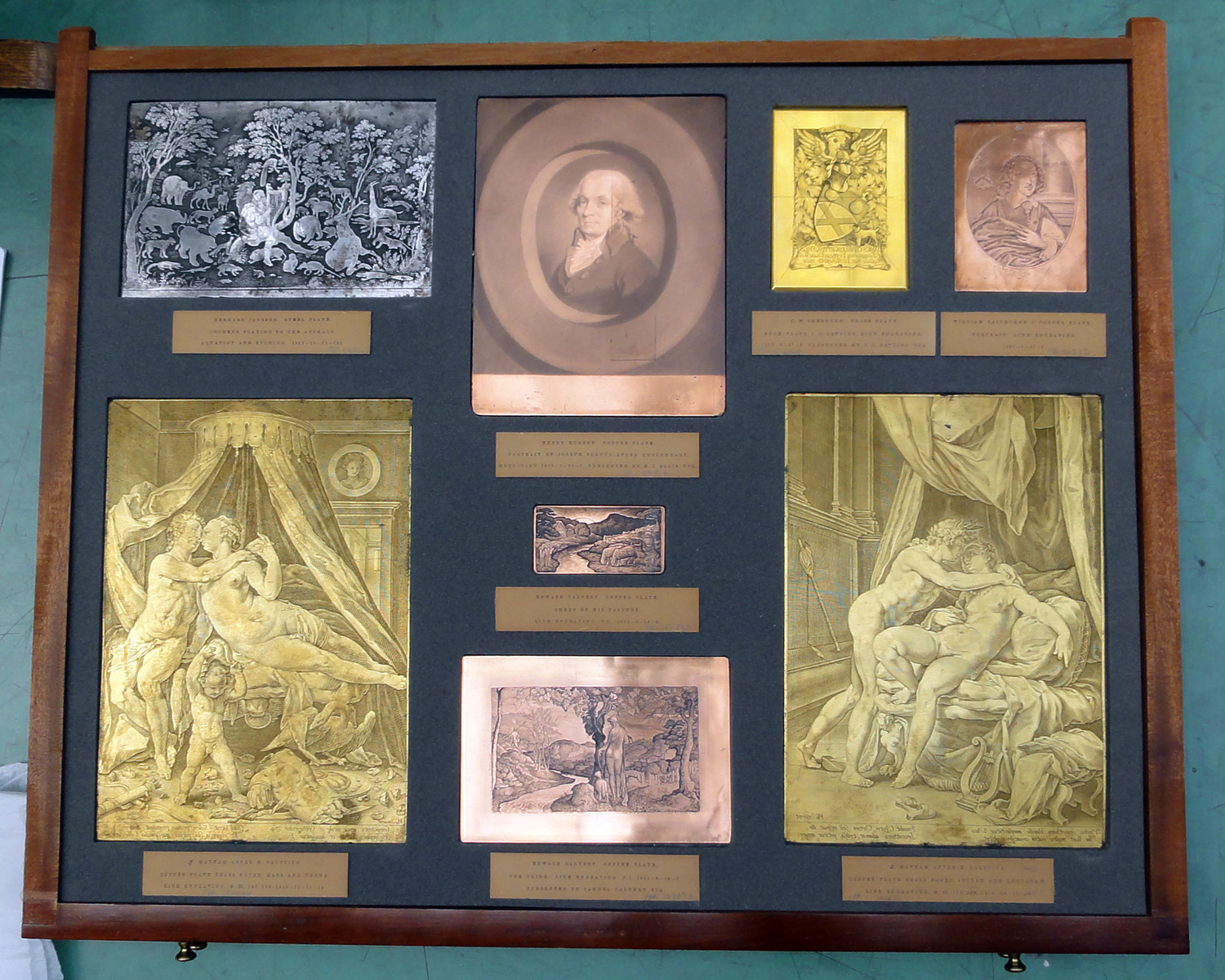
Seleção de diversos trabalhos da técnica no Museu Britânico.

Água-forte é uma modalidade de gravura que é feita usando uma matriz de metal, normalmente de ferro, zinco, cobre, alumínio ou latão.
A matriz é uma placa metálica, onde é gravado um desenho ou uma impressão fotográfica. O papel é levemente humedecido e a impressão pode ser monocromática (tradicionalmente) ou a cores.

## Definição
O termo foi usado até o século XVII para designar o ácido nítrico diluído em água. Por ser usado num dos processos da calcografia, em que a imagem obtida na impressão é fixada sobre uma chapa metálica, após a corrosão dos traços do artista pelo ácido nítrico, o termo passou a designar, além do processo, a matriz usada para a impressão da gravura e a própria gravura, já concluída.
O processo se dá a partir do revestimento da chapa — que pode ser de ferro, cobre, alumínio, zinco ou latão — com um verniz de proteção, seguido da incisão do desenho que se deseja obter, com estilete ou outra ferramenta de ponta metálica, ou através de impressão fotográfica. Dessa forma, o desenho aparece onde o verniz foi retirado, sem arranhar o metal, permitindo a ação do ácido, que forma os sulcos em que a tinta será colocada. O tempo do mergulho no ácido pode definir tonalidades diferentes e o processo pode ser repetido inúmeras vezes.
O método da água-forte pode ser combinado com outros processos de gravura, em particular a ponta seca, mas difere de todos os outros por ser o único em que a gravação é totalmente feita pela ação dos ácidos.
À precisão da técnica do buril, a água-forte contrapõe a espontaneidade da linha, que traz para a imagem impressa o ar de desenho. Rembrandt (1606–1669) é considerado um dos maiores água-fortistas da história da arte, associando frequentemente a água-forte à ponta seca. Recorrem também à água-forte Albrecht Dürer (1471–1528), Lucas van Leyden (ca.1494–1533), Parmigianino (1503–1540), dos primeiros italianos a produzir águas-fortes originais a partir de seus próprios projetos e Francisco de Goya (1746–1828), destacando-se a famosa série, Os Caprichos, publicada em 1799, e O Gigante, c. 1820, entre outros.